# Лукашевич Михайло Адамович
Лукашевич Михайло Адамович — перший земський лікар м. Олександрівськ (нині м.Запоріжжя), дворянин, колезький радник, служив лікарем в Олександрівському земстві з 1877 по 1910 рік.

## Історія
Перша згадка про лікаря Лукашевича зустрічається в протоколах земської Управи 1875 року. Ще під час навчання на медичному факультеті Харківського університету, студентом, Михайло Лукашевич заміщав лікаря третього (Гуляйпільської) дільниці Т. А. Жилу, на період його відпустки.
Після закінчення навчання, 22 січня 1877 року Михайло Адамович був призначений земським лікарем першої медичної дільниці з центром в селі Михайлівка, а у січні 1880 року Земство створює нову лікарську дільницю з центром у м. Олександрівськ. Завідувати цією дільницею запросили М. А. Лукашевича, на якій Михайло Адамович служив до останніх днів свого життя.
Згідно тією ж ухвали, земська лікарня повинна була бути перенесена в с. Шенвізе. Але нове приміщення під лікарню в с. Шенвізе не побудували, тому земська лікарня була залишена в м. Олександрівськ у тому приміщенні, яке займала раніше.
Відповідно до Статуту Земської лікарської служби, дільничний лікар приймав хворих щодня з 9 години і до останнього відвідувача, потім, на кінному возі обслуговувалися виклики на дому. Крім цього, дільничний лікар завідував лікарнею, проводив хірургічні операції. Кількість хворих, які зверталися до лікаря Лукашевича протягом року, доходило до 10 тисяч. Під час епідемій він об'їжджав жителів дільниці, лікував на дому. Вихідних днів лікар не мав. Протягом року він міг відлучитися 4 рази по 4 дні. Лише 1890 року, для полегшення роботи лікарів, була заснована посада запасного лікаря, який підміняв дільничного лікаря у разі потреби.
Вся відповідальність за організацію медичної допомоги на території лікарської дільниці лягала на дільничного лікаря. Йому виділялися значні суми на утримання лікарні. Медична документація та фінансовий облік в лікарні, якою завідував М. А. Лукашевич, завжди визнавалася бездоганною. Разом з Михайлом Адамовичем, зразковий порядок в Олександрівській лікарні забезпечував доглядач лікарні та міської в'язниці Гуротовой Г. С., який прослужив на цій посаді більше 40 років, починаючи з 1864 року.
Лукашевич був ініціатором облаштування телятнику для отримання телячої лімфи, яку використовували для щеплень проти віспи.
Тривалий час М. А. Лукашевич доповідав Земським зборам про перевантаженість існуючої лікарні та необхідності будівництва нової, але Земство не могло досягти згоди з міською владою в питаннях фінансування будівництва. Перенесення лікарні, або будівництво для неї нового будинку, постійно відкладалися. Місто було платником Земства, тому міська влада не дозволяла перенесення Олександрівської земської лікарні до одного з сусідніх поселень, оскільки лікувати найбідніше населення Олександрівська було б нікому. Нова лікарня була побудована вже після смерті Михайла Адамовича.
Окрім лікарської діяльності, Михайло Адамович виконував обов'язки попечителя навчальних закладів Олександрівська, входив до складу вчительської ради, він мав право дорадчого голосу в Земському Зборах.
Михайло Адамович Лукашевич прослужив Олександрівським земським лікарем більш 30 років. Вісімнадцять років цього періоду він був єдиним земським лікарем Олександрівська і навколишніх поселень. Під його медичною опікою виросло ціле покоління жителів Олександрівська, Вознесенівки, Шенвізу, Кічкасу, Наталівки і інших поселень, які нині і становлять територію Запоріжжя. На робочому посту він залишався до дня своєї трагічної смерті 10 жовтня 1910 року. Помер, від гострої інфекції, ненавмисно заразившись від хворого.
На З'їзді земських лікарів, 1 лютого 1911 року, колеги вшанували пам'ять найстарішого земського лікаря Лукашевича Михайла Адамовича.

## Сім'я
Дворянин, колезький радник, римо-католицького віросповідання Лукашевич Михайло Адамович пішов з життя у віці 65 років. Крім двох дорослих синів, у нього залишилися дев'ятирічний син Валентин і семирічні двійнята Георгій і Валентина. Земство піклувалося про родину трагічно загиблого лікаря. Виплачувалася значна страхова сума, але після революції гроші, що зберігалися в банку, пропали. Вдові лікаря «безсрібника» з трьома малолітніми дітьми довелося перенести багато поневірянь. Старші сини Михайла Адамовича не прийняли нової влади, ймовірно, загинули в громадянській війні, а можливо емігрували. Для менших дітей авторитет батька був настільки великий, що обидва сини стали лікарями — хірургами, а дочка аптечним провізором.
Молодший син Георгій під час Другої світової війни був на фронті. Служив начальником шпиталю — оперуючим хірургом. В 1944 року на посаді начальника хірургічного пересувного польового шпиталю № 2294 був нагороджений орденом Вітчизняної війни другого ступеня. У нагородних документах наголошується, що в шпиталі, яким керував Георгій Лукашевич, надходження поранених доходило до 1200 чоловік в день. Завдяки героїчній роботі медичного персоналу відсоток смертності був мінімальний. Після війни Георгій Михайлович був незаконно репресований, відбув тривалий термін в таборах, повернувся з підірваним здоров'ям тільки після смерті Сталіна.
Валентин Михайлович Лукашевич з 22 червня 1941 року і до останнього дня війни служив в шпиталях № 1801, № 2970, № 3568, № 1174 начальником шпиталю, провідним хірургом. Брав участь в п'яти військових кампаніях — Маздокской, Північно-Кавказької, Курсько-Орловської, літньої 1944 року і зимової 1945 року. Нагороджений орденом Вітчизняної війни 2 ступеню, медалями «За визволення Варшави», «За взяття Берліна», «За перемогу над Німеччиною». Разом з Валентином Михайловичем служила його дружина — Сібірькова Зінаїда Якимівна і дочка Світлана. У вересні 1941 року, Зінаїда Якимівна була важко контужена і на все життя залишилася інвалідом.
Валентин Михайлович Лукашевич віртуозно проводив різнопланові операції. Він багато років завідував Оріхівською районною лікарнею. Зінаїда Якимівна завідувала гінекологічним відділенням. У 1951 році за видатні заслуги в галузі охорони здоров'я Валентину Михайловичу Лукашевичу, одному з перших в Запорізькій області, було присвоєно звання «Заслужений Лікар України».
Лікарем в третьому поколінні стала дочка Валентина Михайловича — Світлана, їй передався хірургічний талант діда і батька. Під час війни Світлана служила медсестрою в шпиталі батька. У боях на «Курській дузі» була поранена. Після війни закінчила Сталінський (Донецький) медичний інститут за спеціальністю хірургія. Світлана Валентинівна Лукашевич 22 роки очолювала хірургічне відділення Оріхівської районної лікарні.

## Увічнення пам'яті
19 лютого 2016 року на сесії Запорізької міської ради було прийнято рішення про зміну назви в місті Запоріжжя вулиці Жовтневої на вулицю «Земського лікаря Лукашевича».